# Rosasco
Rosasco ist eine Gemeinde (comune) mit 541 Einwohnern (Stand 31. Dezember 2023) in der südwestlichen Lombardei, im Norden Italiens. Die Gemeinde liegt etwa 45 Kilometer westnordwestlich von Pavia in der Lomellina. Die Sesia begrenzt die Gemeinde im Westen zur Provinz Vercelli.

## Geschichte
1011 wurde der Ort in einer Schenkungsurkunde des Bischofs von Pavia an den italienischen König Arduin von Ivrea erstmals urkundlich erwähnt.